# ISO 3166-2:SE
Die Liste der ISO-3166-2-Codes für  Schweden enthält die Codes für die die 21 schwedischen Provinzen (län).

Die Codes bestehen aus zwei Teilen, die durch einen Bindestrich voneinander getrennt sind. Der erste Teil gibt den Landescode gemäß ISO 3166-1 (für  Schweden SE), der zweite den Code für die Provinz wieder.
Die aktuellen Codes stehen auf der Seite der ISO unter #iso:code:3166:SE zur Verfügung.

Die schwedischen Län (zur Bedeutung der Buchstaben siehe auch Liste der Län).

Der Provinzcode besteht aus einem oder zwei Buchstaben (schwedisch länsbokstav).
| Provinz              | Code  |
| -------------------- | ----- |
| Blekinge län         | SE-K  |
| Dalarnas län         | SE-W  |
| Gävleborgs län       | SE-X  |
| Gotlands län         | SE-I  |
| Hallands län         | SE-N  |
| Jämtlands län        | SE-Z  |
| Jönköpings län       | SE-F  |
| Kalmar län           | SE-H  |
| Kronobergs län       | SE-G  |
| Norrbottens län      | SE-BD |
| Örebro län           | SE-T  |
| Östergötlands län    | SE-E  |
| Skåne län            | SE-M  |
| Södermanlands län    | SE-D  |
| Stockholms län       | SE-AB |
| Uppsala län          | SE-C  |
| Värmlands län        | SE-S  |
| Västerbottens län    | SE-AC |
| Västernorrlands län  | SE-Y  |
| Västmanlands län     | SE-U  |
| Västra Götalands län | SE-O  |